# Dvärglira
Dvärglira (Puffinus assimilis) är en liten, svartvit havsfågel inom familjen stormfåglar. Dess taxonomi är precis som för många arter inom släktet Puffinus under diskussion.

## Utbredning och taxonomi
Dvärgliran utgjorde tidigare en grupp taxon som förekommer dels i haven på södra halvklotet söder om stenbockens vändkrets, men även på norra halvklotet i Atlanten. Den ansågs vara nära besläktad med den mer tropiskt förekommande Puffinus lherminieri. DNA-studier har dock visat att dessa är mer eller mindre besläktade med varandra, där vissa taxon tillhörande dvärgliran istället står närmare karibliran eller helt andra arter. Idag kan dessa taxon fördelas enligt nedan med följande häckningsområden:
- makaronesisk lira (P. baroli) – Kanarieöarna, Madeira och Azorerna
- mindre kapverdelira (P. boydi) – Kap Verdeöarna
- kariblira (P. lherminieri) – Västindien
- tropiklira (P. bailloni) – tropiska delar av Stilla havet och Indiska oceanen
- arablira (P. persicus) – Arabiska havet
- rapalira (P. myrtae) – ön Rapa Iti i södra Stilla havet
- boninlira (P. bannermanni) – Boninöarna
- subantarktisk lira (P. elegans) – Tristan da Cunha, Goughön, samt Chatham- och Antipodöarna
- dvärglira i begränsad mening

Birdlife International inkluderar både boydlira och makaronesisk lira i kariblira.

### Flyttning
Dvärgliran är en flyttfågel men dess vandringar är ännu inte klarlagda. Tidigare trodde man att den bara spred sig i närbelägna havsområden och flera populationer befinner sig året om i närheten av sina häckningsområden men studier har också visat att vissa populationer eller möjligen vissa åldersgrupper genomför vidsträckta förflyttningar.

### Underarter
Dvärglira i begränsad mening omfattar fyra taxon med följande utbredning:
- assimilis – häckar på Lord Howeön och Norfolkön
- haurakiensis – häckar i Nya Zeeland på nordöstra delen av Nordön
- kermadecensis – häckar i Kermadecöarna
- tunneyi – häckar på öar utanför sydvästra Australien

## Utseende, fältkännetecken och läte
Dvärgliran är 25–30 cm lång och har ett vingspann på 58–67 cm. Den är lika liten som mindre lira (Puffinus puffinus) men har proportionellt kortare och bredare vingar. Den vita vingundersidan är omgärdad av mörka ytterkanter och den mörka näbben är smalare än hos mindre lira, den har en rund huvudform och dess mörka öga syns ofta tydligt i kontrast till det vita ansiktet. Den har ljusgrå fötter. Könen är lika och så även juvenila och adulta fåglar och dess fjäderdräkten skiljer sig inte åt beroende på årstid.
I mindre vind har dvärgliran en flaxigare flygstil än sina större släktingar och den flyger ofta tätt över vattenytan. I hårdare vind ser den ut som ett kors då den håller sina vingar rakt ut i nittio grader från kroppen. När man ser den flygande utefter vattenytan skiftar den från mörkt till ljust då man ömson ser den mörka ovansidan och den ljusa buken. Ibland lyfter den huvudet högt i flykten.
Arten är en flockfågel som kan ses i stora antal speciellt då den flyttar om hösten. Den följer inte efter båtar. Till havs är den tyst men nattetid när den besöker sina kolonier utstöter den hesa kacklande läten.

## Ekologi
Dess föda består av fisk och blötdjur. Den häckar i kolonier på öar och klippiga kuster i jordhålor. De besöker bara sina kolonier om natten för att undvika predation. Utanför Australien infaller häckningen i juni-juli. De lägger ett ägg som den ruvar i 52-58 dygn innan ungen kläcks.

## Status och hot
Arten har ett stort utbredningsområde och en stor population, men tros minska i antal, dock inte tillräckligt kraftigt för att den ska betraktas som hotad. Internationella naturvårdsunionen IUCN kategoriserar därför arten som livskraftig (LC). Världspopulationen uppskattas till mellan 100.000 och en halv miljon häckande individer.